# Volpipokalen för bästa kvinnliga skådespelare

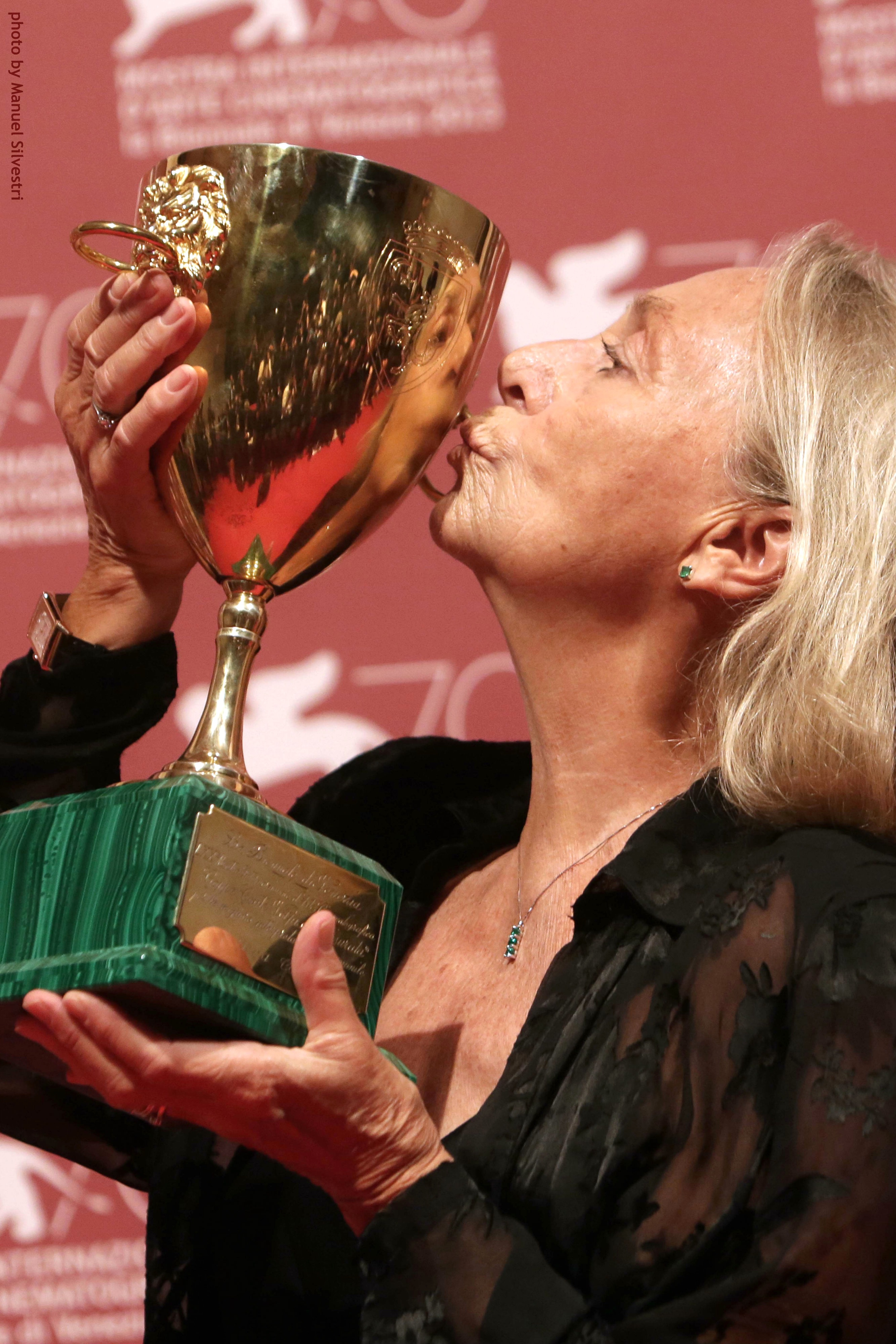
Elena Cotta med priset 2013.

Volpipokalen för bästa kvinnliga skådespelare (italienska: Coppa Volpi per la migliore interpretazione femminile) är ett filmpris som delas ut vid filmfestivalen i Venedig.

## Vinnare
- 1935 – Paula Wessely i Episode
- 1936 – Annabella i Veille D'armes
- 1937 – Bette Davis i En boxare bland gangsters och Storstadsdesperados
- 1938 – Norma Shearer i Marie Antoinette
- 1941 – Luise Ullrich i Annelie - ett livs historia
- 1942 – Kristina Söderbaum i Den gyllene staden
- 1947 – Anna Magnani i Angelina
- 1948 – Jean Simmons i Hamlet
- 1949 – Olivia de Havilland i Ormgropen
- 1950 – Eleanor Parker i Kvinnor i fängelse
- 1951 – Vivien Leigh i Linje Lusta
- 1952 – Ingrid Bergman[a] i Den stora kärleken
- 1953 – Lilli Palmer i Stolpsängen
- 1956 – Maria Schell i Gervaise
- 1957 – Dzidra Ritenberga i Malva
- 1958 – Sophia Loren i Den svarta orkidén
- 1959 – Madeleine Robinson i Bakom dubbla lås
- 1960 – Shirley Maclaine i Ungkarlslyan
- 1961 – Suzanne Flon i Du skall icke döda
- 1962 – Emmanuelle Riva i Thérèse
- 1963 – Delphine Seyrig i Muriel
- 1964 – Harriet Andersson i Att älska
- 1965 – Annie Girardot i Trois chambres à Manhattan
- 1966 – Natalja Arinbasarova i Den förste läraren
- 1967 – Shirley Knight i Dutchman
- 1968 – Laura Betti i Teorema
- 1979 – Nobuko Otowa i Kousatsu
- 1980 – Liv Ullmann i Två kvinnor
- 1981 – Lil Terselius i Förföljelsen
- 1982 – Susan Sarandon i Stormen
- 1983 – Darling Légitimus i Rue cases nègres
- 1984 – Pascale Ogier i Fullmånenätter
- 1986 – Valeria Golino i Kärlekens pris
- 1987 – Kang Soo-yeon i Sibaji
- 1988 – Shirley Maclaine i Madame Sousatzka och Isabelle Huppert i Svart ängel
- 1989 – Peggy Ashcroft och Geraldine James i She's Been Away
- 1990 – Gloria Münchmeyer i La luna en el espejo
- 1991 – Tilda Swinton i Edward II
- 1992 – Gong Li i Berättelsen om Qiu Ju
- 1993 – Juliette Binoche i Frihet – den blå filmen
- 1994 – Maria de Medeiros i Två bröder, min syster
- 1995 – Sandrine Bonnaire och Isabelle Huppert i Ceremonin
- 1996 – Victoire Thivisol i Ponette
- 1997 – Robin Tunney i Niagara, Niagara
- 1998 – Catherine Deneuve i Place Vendôme
- 1999 – Nathalie Baye i En erotisk affär
- 2000 – Rose Byrne i The Goddess of 1967
- 2001 – Sandra Ceccarelli i Luce dei miei occhi
- 2002 – Julianne Moore i Far from Heaven
- 2003 – Katja Riemann i Kvinnorna på Rosenstrasse
- 2004 – Imelda Staunton i Vera Drake
- 2005 – Giovanna Mezzogiorno i La bestia nel cuore
- 2006 – Helen Mirren i The Queen
- 2007 – Cate Blanchett i I'm Not There
- 2008 – Dominique Blanc i L'Autre
- 2009 – Kseniya Rappoport i La doppia ora
- 2010 – Ariane Labed i Attenberg
- 2011 – Deanie Yip i A Simple Life
- 2012 – Hadas Yaron i Fill the Void
- 2013 – Elena Cotta i A Street in Palermo
- 2014 – Alba Rohrwacher i Hungry Hearts
- 2015 – Valeria Golino i Per amor vostro
- 2016 – Emma Stone i La La Land
- 2017 – Charlotte Rampling i Hannah
- 2018 – Olivia Colman i The Favourite
- 2019 – Ariane Ascaride i Min dotter Gloria
- 2020 – Vanessa Kirby i Pieces of a Woman
- 2021 – Penélope Cruz i Madres paralelas
- 2022 – Cate Blanchett i Tár
- 2023 – Cailee Spaeny i Priscilla